# Medium (Webサービス)
Medium（ミディアム）は、テキスト、画像、動画などを含む記事の投稿と閲覧の機能をユーザーに提供する電子出版のプラットフォーム。Twitterの共同創業者であるエヴァン・ウィリアムズが2012年に立ち上げた。日本での本格的な展開は2015年1月から。2017年2月撤退。

## コンセプト
創業者のウィリアムズは、一般消費者向けのソフトウェアにおいて競争優位性をもつのは機能よりもネットワーク（ユーザー同士のコネクションや、そのユーザーが提供または創造するコンテンツとのコネクション）であるとの考えのもとでMediumを開発した。ウィリアムズは、Mediumの本質にあるのは「簡単に書けることと、形になったストーリーやアイディアをその場でセットアップなしに（ブログを執筆するほどの労力が必要なしに）共有できる価値」であるとしたうえで、Mediumは単なるパブリッシング・ツールではなくネットワークであると述べている。

## 機能

### 記事の投稿と閲覧
ユーザーは、テキストや画像、動画を掲載した記事（Story）を投稿することができる。記事にはタグを付けることができる。ユーザーは、特定の記事のみをグループ化することができる（パブリケーション、Publication）。パブリケーションには複数のユーザーの記事を掲載することもできる。閲覧にはユーザー登録は必要ない。

### フォロー
ユーザーは、他のユーザーや、パブリケーション、タグをフォローすることができる。Mediumは、各ユーザーのフォローの内容と閲覧履歴をもとにして、ユーザーへのおすすめの記事をピックアップし、各ユーザーのトップページに表示する。

### 記事に対する反応
記事を他のユーザーに「おすすめ」することができる（Recommend）。記事に対するコメントを投稿することができる。このコメントも記事として扱われる（Response）。記事内の任意の部分に蛍光ペンで線を引くように色付け（Highlight）したり、非公開でコメントを付けることができる（Note）。各ユーザーのRecommend、Response、Highlightの内容はユーザーのプロフィールページで公開される。

### シリーズ
2017年3月にSnapchatのストーリーに似た、シリーズ（Series）と呼ばれる機能を発表。縦型のインターフェイスにテキストと画像を追加することで作成される。同社の製品エンジニアリングチームのケイティ・ズフは発表の中で「シリーズとはモバイル・ストーリーであり、指でタップすることにより時の流れと共に新たなカードを追加することが出来るものだ」と語っている。ウェブでは利用できず、iOSとAndroidアプリでのみ利用できる。

### アプリケーション
iOS版とAndroid版の公式アプリケーションが存在する。